# Maddie Deadman
Maddie Deadman (* 28. Januar 2000) ist eine britische Leichtathletin, die sich auf den Mittelstreckenlauf spezialisiert hat.

## Sportliche Laufbahn
Erste internationale Erfahrungen sammelte Maddie Deadman bei den Crosslauf-Europameisterschaften 2024 in Antalya, bei denen sie mit der britischen Mixed-Staffel in 18:02 min gemeinsam mit Joshua Lay, Elise Thorner und Tyler Bilyard die Bronzemedaille hinter den Teams aus Italien und Frankreich gewann.

## Persönliche Bestleistungen
- 1500 Meter: 4:15,53 min, 21. August 2024 in Watford
  - 1500 Meter (Halle): 4:23,88 min, 17. Februar 2024 in Birmingham